# Stazione di Taepyeong
Taepyeong (태평역 - 太平驛, Taepyeong-yeok ) è una stazione ferroviaria servita dalla linea Bundang della Korail. La stazione si trova nel quartiere di Sujeong-gu, a Seongnam, città della regione del Gyeonggi-do, in Corea del Sud.

## Linee
Korail
■ Linea Bundang (Codice: K224)

## Struttura
La stazione è realizzata in sotterranea, con due marciapiedi laterali e due binari passanti, protetti da porte di banchina.
| 1 | ■ Linea Bundang | per Bokjeong, Suseo, Seolleung e Wangsimni |
| 2 | ■ Linea Bundang | per Jeongja, Giheung, Mangpo e Suwon       |

## Stazioni adiacenti
| «               | Servizio        | »             |
| Linea Bundang   | Linea Bundang   | Linea Bundang |
| --------------- | --------------- | ------------- |
| K223 Gacheondae | Locale Espresso | Moran K225    |